# Eooxylides latipictus
Eooxylides latipictus är en fjärilsart som beskrevs av Hans Fruhstorfer 1904. Eooxylides latipictus ingår i släktet Eooxylides och familjen juvelvingar. Inga underarter finns listade i Catalogue of Life.